# Stefan Cuenot
Św. Étienne-Théodore Cuenot (ur. 8 lutego 1802 r. w Bélieu we Francji – zm. 14 listopada 1861 r. w Bình Định w Wietnamie) – ksiądz, misjonarz, biskup, męczennik, święty Kościoła katolickiego.
Uczył się w seminarium duchownym w Besançon. Święcenia kapłańskie przyjął 8 lutego 1802 r. Jednak jego celem było zostanie misjonarzem. W związku z tym w 1828 r. wstąpił do Stowarzyszenia Misji Zagranicznych (Missions Etrangères de Paris). W następnym roku wysłano go na misje do Wietnamu. 31 maja 1829 r. przybył do Kẻ Vĩnh. Wysłano go do seminarium w Lái Thiêu, gdzie miał uczyć się wietnamskiego i nauczać seminarzystów. Pracował tam przez 4 lata. W 1833 r. król Wietnamu wydał edykt o prześladowaniu chrześcijan. W związku z tym biskup Tabert kazał przenieść mu się razem z grupą 15 seminarzystów do Tajlandii, gdzie dotarli po trwającej miesiąc podróży. W 1835 r. biskup Tabert przybył łodzią do Penang, wyznaczył go na biskupa pomocniczego i wysłał z powrotem do diecezji. W 1861 wydano kolejny edykt przeciwko chrześcijanom. Stefan Cuenot został aresztowany w październiku 1861 r. Umieszczono go w klatce. W czasie uwięzienia poważnie zachorował i zmarł 14 listopada 1861 r. Dzień później przysłano z Huế wyrok skazujący go na śmierć. 
Dzień wspomnienia: 24 listopada w grupie 117 męczenników wietnamskich.
Beatyfikowany 2 maja 1909 r. przez Piusa X. Kanonizowany przez Jana Pawła II 19 czerwca 1988 r. w grupie 117 męczenników wietnamskich.